# Slaget vid Jüterbog
Slaget vid Jüterbog var ett slag under trettioåriga kriget och ägde rum 23 november 1644 vid Jüterbog, ca 50 km söder om Berlin. 
Lennart Torstensson upphann här med sitt kavalleri resterna av den kejserliga armén som över Magdeburg lyckats undkomma inneslutningen vid Bernburg och upprev den så gott som fullständigt. Striden vid Jüterbog kom att bilda upptakten till Torstensons operationer under hösten 1644, varvid den av Matthias Gallas anförda kejserliga armén nästan helt tillintetgjordes.